# 罗伯特·哈特曼 (足球裁判)
罗伯特·哈特曼（德語：Robert Hartmann，1979年9月8日—）是一位德国足球裁判，现注册于巴伐利亚足球协会辖下的克鲁格采尔体育俱乐部（SV Krugzell）。

## 裁判生涯
作为克鲁格采尔体育俱乐部（SV Krugzell）的注册会员，哈特曼自2005年起成为德国足协裁判，并自2007-08赛季起执法德乙联赛。在2010-11赛季的冬歇期，他入选德甲裁判名单，并在2011年2月19日由弗赖堡对阵沃尔夫斯堡的比赛中完成主哨德甲的首秀。
2011年6月19日，哈特曼获委任担任在沃尔夫斯堡埃尔斯特径VfL体育场举行的U-19德甲联赛决赛主裁判。最终沃尔夫斯堡青年队以4比2战胜凯泽斯劳滕青年队。
2014年10月17日，在执法波鸿对阵达姆施塔特98的德乙比赛期间，哈特曼率先使用了由德国足协引入的隱形噴劑，成为德国职业足球领域首位使用这一产品的裁判。

## 个人生活
哈特曼拥有企业经济学学位，现居阿尔高地区旺根。